# Чайківський Юліан
Юліан Чайківський — галицький український військовий та громадський діяч, сотник Січових Стрільців.
Прибув до Січових Стрільців в листопаді 1918 року.
У 1918 році — політичний референт при Окремому загоні СС. За часів Директорії УНР — начальник Політичного відділу штабу Осадного корпусу під командуванням Є. Коновальця. У 1920 році засуджений радянською владою до розстрілу, згодом помилуваний. Подальша доля невідома.